# Val-et-Châtillon
Val-et-Châtillon település Franciaországban, Meurthe-et-Moselle megyében. Lakosainak száma 557 fő (2022. január 1.). Val-et-Châtillon Grandfontaine, Turquestein-Blancrupt, Bertrambois, Cirey-sur-Vezouze, Petitmont és Saint-Sauveur községekkel határos.

## Népesség
A település népessége az elmúlt években az alábbi módon változott:
| Lakosok száma | 1150 | 759  | 675  | 703  | 623  | 603  | 597  | 578  | 569  | 557  |
|               | 1968 | 1982 | 1990 | 2006 | 2013 | 2015 | 2017 | 2019 | 2020 | 2022 |